# Биолошки мотиви
Биолошки мотиви су све потребе, нагони и пориви који имају органску основу и чија је главна улога биолошко очување и преживљавање организма. Основни биолошки мотиви су: жеђ, потреба за кисеоником, глад, сексуални нагон, матерински мотив потреба за избегавањем бола, потреба за одмором, за сном, за активношћу. Овим мотивима је заједничко то да су урођени, универзални, снажни и да се владају по принципу хомеостазе, односно, циљ им је успостављање физиолошке равнотеже у организму.